# Alyxia mujongensis
Alyxia mujongensis är en oleanderväxtart som beskrevs av F. Markgraf. Alyxia mujongensis ingår i släktet Alyxia och familjen oleanderväxter. Inga underarter finns listade i Catalogue of Life.